# Volker Ullrich (Politiker)

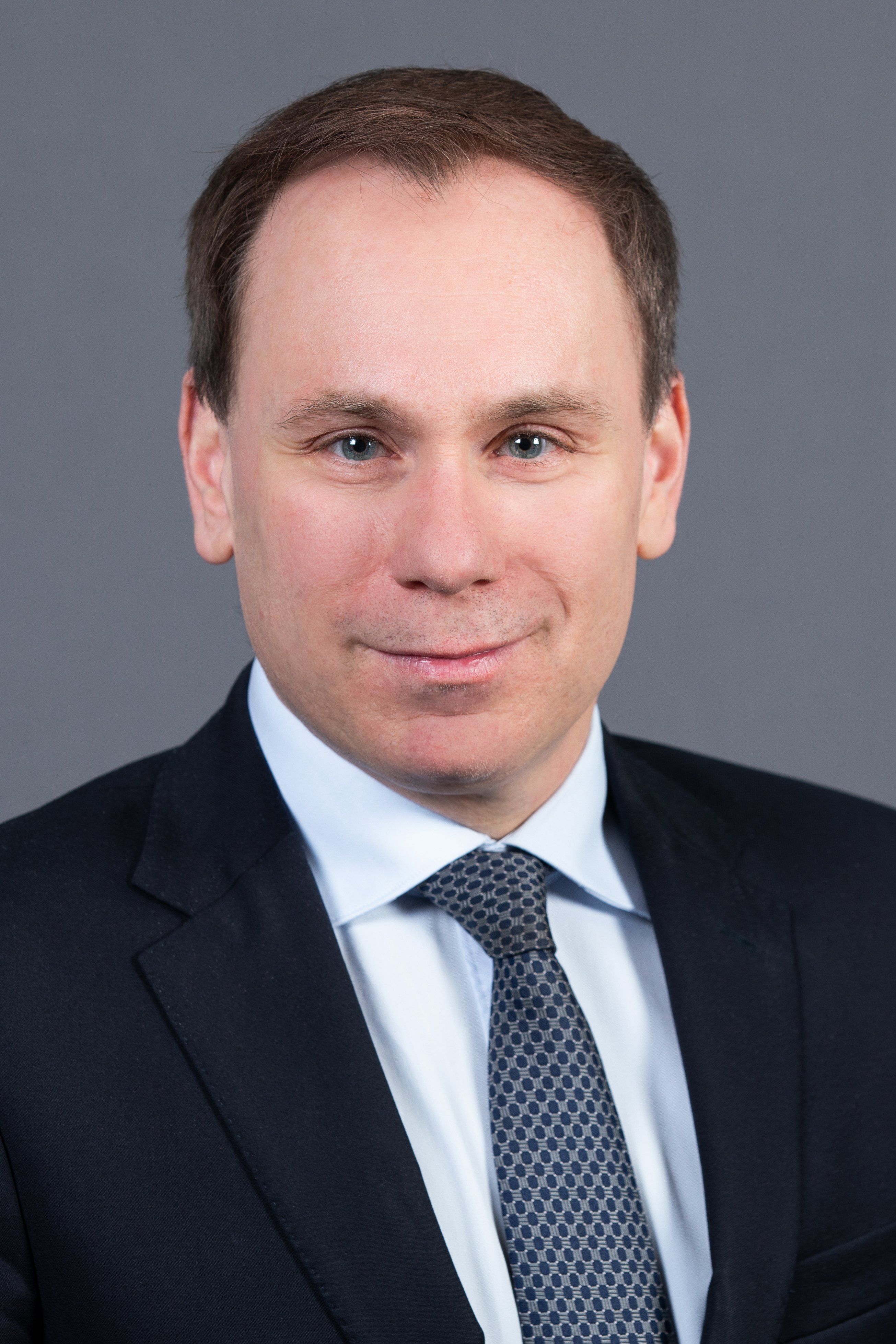
Volker Ullrich (2020)

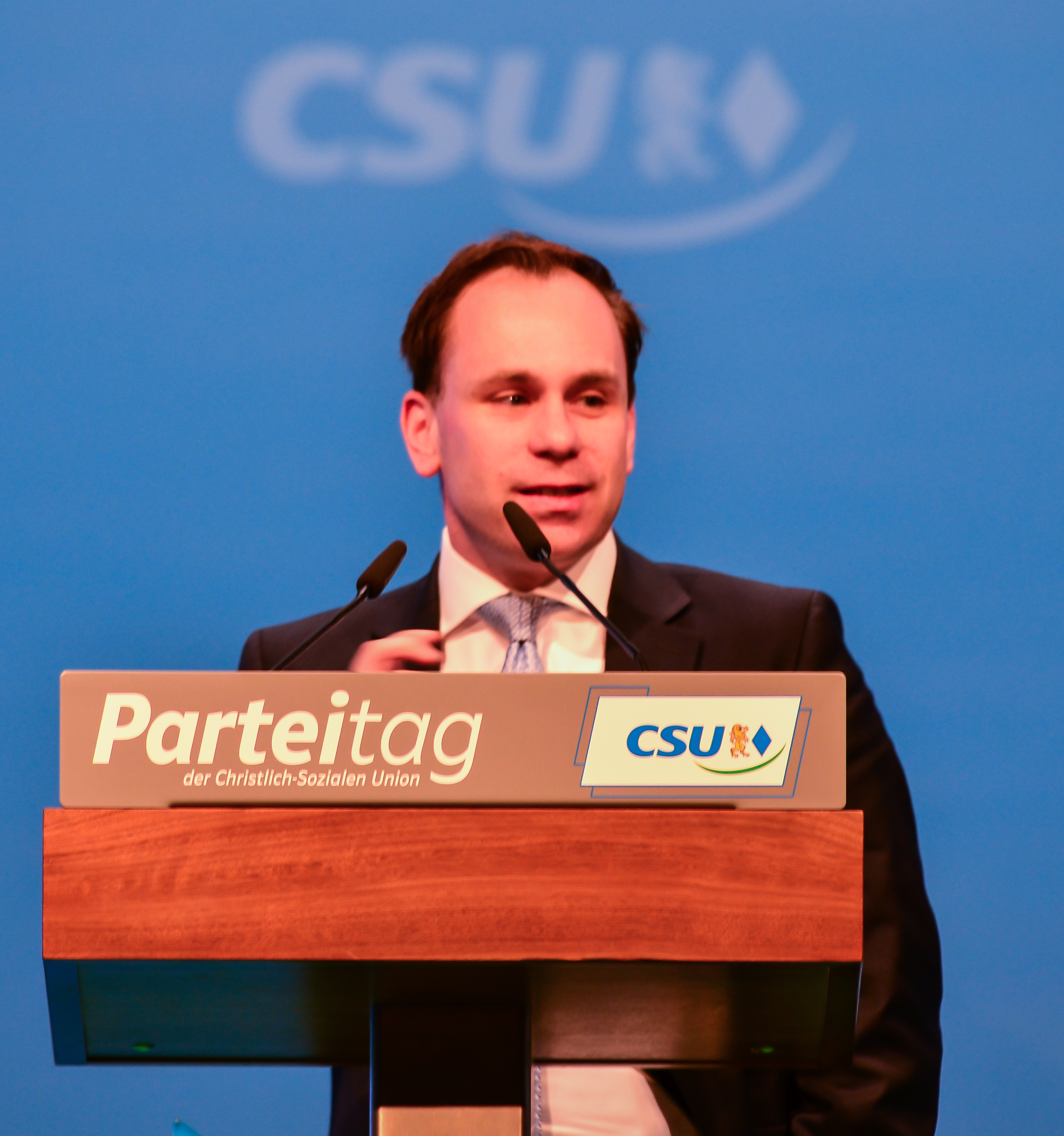
Ullrich auf dem CSU-Parteitag 2013

Volker Michael Ullrich (* 14. Oktober 1975 in Illertissen) ist ein deutscher Jurist und Politiker (CSU). Er war von 2013 bis 2025 Mitglied des Deutschen Bundestages.

## Biografie
Ullrich besuchte das Erasmus-Gymnasium in Amberg und absolvierte 1995 dort sein Abitur. Von 1996 bis 2001 studierte er Rechtswissenschaften und Betriebswirtschaftslehre an der Universität Augsburg und an der Fern-Universität Hagen. Dabei war er Stipendiat der Konrad-Adenauer-Stiftung. Er legte 2001 das Erste und 2004 das Zweite juristische Staatsexamen ab. 2002 wurde er mit einer Arbeit mit dem Titel Abfindung und Börsenkurs – Möglichkeiten zur Bemessung aktienrechtlicher Abfindungs- und Ausgleichsansprüche (§§ 304, 305, 320b AktG) nach dem Börsenkurs zum Dr. jur. promoviert. 2004 wurde er auch Diplom-Kaufmann.
Von 2005 bis 2011 war er als Rechtsanwalt in mittelständischen und internationalen Sozietäten tätig. Von September 2006 bis April 2013 war Ullrich Aufsichtsratschef der Opalenburg Vermögensverwaltung AG. Ullrich wurde 2011 zum berufsmäßigen Stadtrat und Leiter des Ordnungsreferats der Stadt Augsburg gewählt. Seit 2018 ist er Vorsitzender der CSA (Christlich-Sozialen Arbeitnehmerunion) und Mitglied im CSU-Parteivorstand.

## Politik

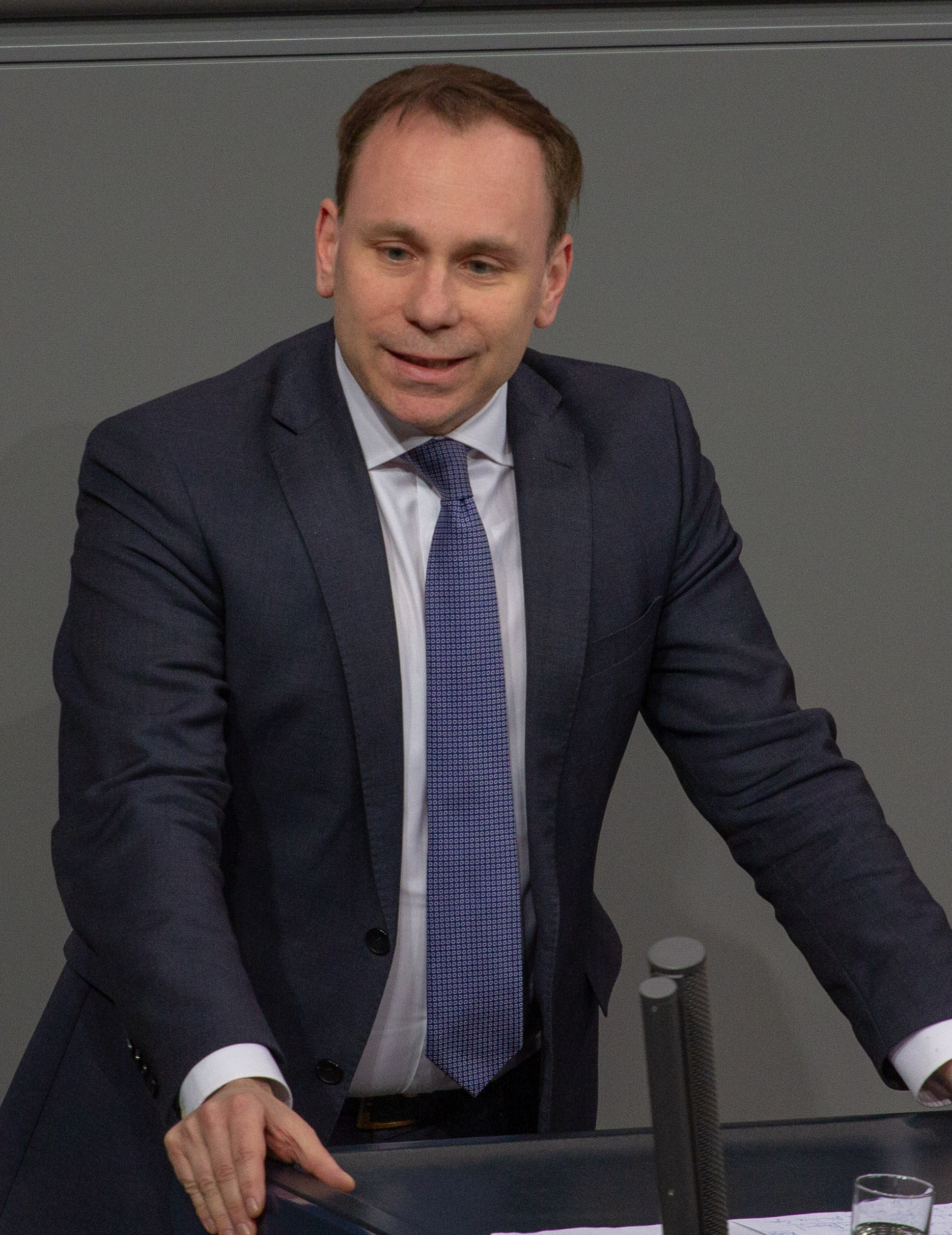
Volker Ullrich im Bundestag, 2019

### Stadtrat
Ullrich war von 2002 bis 2011 ehrenamtliches Mitglied im Stadtrat von Augsburg, anschließend bis 2013 berufsmäßiger Stadtrat sowie Referent für Sicherheit und Ordnung der Stadt Augsburg. In dieser Funktion war er zuständig für das Standesamt, das Marktwesen mit Lebensmittelüberwachung und Veterinäramt, das Bürgeramt mit Ordnungsamt und Ausländerbehörde, den Verkehrsüberwachungsdienst mit Ordnungsdienst, die Berufsfeuerwehr sowie die Kriminalprävention. Er setzte ein Komplettverbot der Straßenprostitution in der Stadt Augsburg durch.
Nach seiner Wahl in den Deutschen Bundestag schied Ullrich als berufsmäßiger Stadtrat aus.

### Anzeige gegen Leserbrief
Im Januar 2013 beschlagnahmte die Polizei mit einem Durchsuchungs- und Beschlagnahmebeschluss in den Redaktionsräumen der Augsburger Allgemeinen die Daten eines Nutzers des Online-Forums dieser Zeitung. Ullrich hatte Anzeige erstattet, weil er sich vom Kommentar „Dieser Ullrich verbietet sogar erwachsenen Männern ihr Feierabendbier ab 20.00 Uhr, indem er geltendes Recht beugt und Betreiber massiv bedroht!“ beleidigt gefühlt hatte. Zuvor hatte sich dieser gegen den Verkauf von Alkohol an Tankstellen ab 20 Uhr ausgesprochen. Diese Aktion wurde vom Bayerischen Journalisten-Verband und von der dju kritisiert. Später entschied das Landgericht Augsburg, dass diese Beschlagnahme rechtswidrig war.

### Bundestagswahl 2013
Bei der Bundestagswahl 2013 am 22. September 2013 gewann er mit 44,4 Prozent der Erststimmen das Direktmandat im Bundestagswahlkreis Augsburg-Stadt, das er bei der Bundestagswahl 2017 verteidigte.
In der 18. Wahlperiode wurde er Mitglied im Ausschuss für Recht und Verbraucherschutz und im 3. Untersuchungsausschuss „Terrorgruppe NSU II“. Schwerpunkte seiner Arbeit sind die Innere Sicherheit und die Strafrechtspolitik. Als Berichterstatter brachte er das Gesetz zur Stärkung des Schutzes von Vollstreckungsbeamten und Rettungskräften voran. Im parlamentarischen Verfahren wurde mit diesem Gesetz zusätzlich ein Straftatbestand der Behinderung von hilfeleistenden Personen in § 323c des Strafgesetzbuches, z. B. durch Blockieren der Rettungsgasse auf der Autobahn, geschaffen.
In den Jahren 2014 bis 2017 hielt Ullrich jeweils die meisten Reden für die CDU/CSU-Bundestagsfraktion. Mit insgesamt 110 Reden in der 18. Wahlperiode führte er die Rednerstatistik aller Abgeordneten des Deutschen Bundestages an. Er erhielt nicht nur zu vielen rechts- und innenpolitischen Themen das Wort, sondern er sprach auch zu Fragen der Menschenrechte, der Finanzpolitik oder zu Haushaltsfragen.

### Bundestagswahl 2017 und 2021
Im Sommer 2016 wählte die CSU-Delegiertenversammlung Ullrich mit 96,4 Prozent erneut zum Direktkandidaten des Wahlkreises für die Bundestagswahl 2017.
Bei der Bundestagswahl 2017 konnte er im Wahlkreis Augsburg-Stadt das Direktmandat mit 34,8 % der Stimmen verteidigen. Er gehörte damit auch dem 19. Deutschen Bundestag an. Dort war er unter anderem Mitglied im Gremium nach § 23c Absatz 8 Zollfahndungsdienstgesetz. Er war ordentliches Mitglied und Obmann im 1. Untersuchungsausschuss der 19. Wahlperiode des deutschen Bundestages. Zudem war er ordentliches Mitglied im Ausschuss für die Angelegenheiten der Europäischen Union sowie im Ausschuss für Recht und Verbraucherschutz. Darüber hinaus gehörte er als stellvertretendes Mitglied dem Auswärtigen Ausschuss, dem Unterausschuss Europarecht, dem Ausschuss für Inneres und Heimat, dem Wahlprüfungsausschuss sowie dem Unterausschuss Vereinte Nationen, Internationale Organisationen und Globalisierung an.
Seit dem 22. Januar 2018 ist Ullrich Mitglied der Parlamentarischen Versammlung des Europarates.
Auf der Landesversammlung der Christlich-Sozialen Arbeitnehmerunion (CSA), am 10. November 2018 in München, wurde er mit 99 % zum Vorsitzenden des CSU-Sozialflügels gewählt.
Seit 2019 ist Ullrich Mitglied der Deutsch-Französischen Parlamentarischen Versammlung.
Bei der Bundestagswahl 2021 konnte er mit 28,1 Prozent der Erststimmen sein Direktmandat erneut verteidigen und zog in den 20. Deutschen Bundestag ein. Dort ist er ordentliches Mitglied des Rechtsausschusses sowie stellvertretendes Mitglied im Wahlprüfungsausschuss, Ausschuss für Inneres und Heimat, Ausschuss für Arbeit und Soziales und im Auswärtigen Ausschuss.

### Ausscheiden aus dem Bundestag 2025 und Eklat
Bei der Bundestagswahl 2025 erzielte Ullrich im Wahlkreis Augsburg-Stadt die meisten Erststimmen (31,1 %), Nachfolgende war Claudia Roth (20,6 %). Weil er einer der Wahlkreissieger der CSU mit dem geringsten Stimmenanteil in Bayern war und die Zweitstimmen der CSU nicht für alle ausreichten, verpasste er den Wiedereinzug in den Bundestag. Diese Regel begrenzt seit der Wahlrechtsreform 2023 die Anzahl der Abgeordneten. Auf der Wahlversammlung der Stadt Augsburg kam es dann zum Eklat, als der nicht wieder ins Parlament gewählte Ullrich in einem Wutausbruch Claudia Roth die angebotene Hand wegschlug und zu ihr sagte: „Gehen Sie weg, Sie sind keine Demokratin.“ Ullrich machte Roth in dem Zusammenhang dafür verantwortlich, dass der AfD ein Zuwachs bei den Wahlen gelungen sei. Auch gegenüber Maximilian Funke-Kaiser von der FDP (2,8 %) schlug er die Hand weg. Wenig später entschuldigte sich Ullrich.